# Трновский мост
Трновский мост (словен. Trnovski most) — пешеходный мост через реку Градашчицу в Любляне, к югу от исторического центра.
Расположен рядом с Петушиным мостом. Соединяет районы Трново и Краково. Первое упоминание о существовании на этом месте моста относится к Янезу Вальвазору в XVI веке. В 1875 году старый деревянный мост обрушился, после чего он был восстановлен на каменных блоках.
Современный арочный мост из железобетона построен конструктором Матко Цурком в 1929—1932 годы по проекту словенского архитектора Й. Плечника. Парапет моста выполнен из известняка, добытого в пригороде Любляны. Парапет моста с двух сторон украшают обелиск, посвящённый словенскому покровителю наук и искусств Зигмунду Цойзу, и статуя Иоанна Крестителя работы словенского скульптора Николая Пирната (1903—1948). По краям парапетов установлены каменные пирамиды. Пешеходное покрытие выложено брусчаткой. Ширина моста составляет 20 метров. Вдоль тротуаров моста высажены деревья. На внешней стороне моста таблички с двух сторон с надписями Трново и Краково.